# Furneux Pelham
Furneux Pelham är en ort och civil parish i Storbritannien.   Den ligger i grevskapet Hertfordshire och riksdelen England, i den sydöstra delen av landet, 50 km norr om huvudstaden London. Furneux Pelham ligger 106 meter över havet och antalet invånare är 553.
Terrängen runt Furneux Pelham är platt. Runt Furneux Pelham är det tätbefolkat, med 276 invånare per kvadratkilometer. Närmaste större samhälle är Harlow, 17,3 km söder om Furneux Pelham. Trakten runt Furneux Pelham består till största delen av jordbruksmark.